# Pet Sematary
«Pet Sematary» — сингл американской панк-рок-группы Ramones из их альбома 1989 года Brain Drain.
Песня была написана для экранизации одноимённого фильма Стивена Кинга. Она стала одним из больших радиохитов Ramones и часто ими исполнялась на концертах 1990-х годов.
Будучи поклонником Ramones, Кинг пригласил группу в свой дом в Бангоре, в штате Мэн, когда те выступали в Новой Англии. Он вручил Ди Ди Рамону копию своего романа «Кладбище домашних животных», после чего басист ушёл в подвал. Спустя час он вернулся с готовым текстом песни «Pet Sematary». Вскоре после этого барабанщик Марки Рамон сказал, что отношение Ди Ди показало, что он мог достигнуть своих планов покинуть группу и попытаться начать карьеру хип-хоп-музыканта. Он сравнил Ди Ди с Кингом, говоря, что они оба пишут о том, что может быть близко людям, потому что они «доходят глубоко до странностей, страхов и опасностей, которые люди несут, не имея возможности выразить это словами».
Соавтором песни стал Дэниел Рэй, в то время как продюсер Жан Бовуар придал звучанию песни более коммерческое звучание, для того, чтобы песня стала годной для включения в саундтрек к фильмам и для продвижения на радиостанциях. В итоге саунд «Pet Sematary» стал ближе к рок-балладному, отчасти благодаря тому, что Джонни Рамон использовал метод игры аккордов арпеджио, вопреки советам Ди Ди.
Музыкальное видео на песню было снято на кладбище «Сонная лощина», в одноимённом поселении неподалёку от Нью-Йорка. Снятый в холодные ночи января 1989 года, клип содержит сцены из фильма и кадры, где группа играет на гидравлической платформе, расположенной внутри открытой могилы, которая опускается до тех пор, пока в конце музыкантов не накрывают могильной плитой с надписью «Ramones». Это последнее видео с участием Ди Ди Рамона, который вскоре покинул группу и был заменён Си Джеем Рамоном. В качестве камео в видео появились Дебби Харри и Крис Стейн из Blondie, а также музыканты The Dead Boys.
Песня получила не совсем положительный приём и была номинирована на премию «„Золотая малина“ за худшую песню к фильму» 1989 года.

## Позиции в хит-парадах
| Год  | Сингл          | Чарт               | Позиция |
| ---- | -------------- | ------------------ | ------- |
| 1989 | «Pet Sematary» | Modern Rock Tracks | 4       |